# Le Défenseur du temps
Le Défenseur du temps (česky Obránce času) je orloj a umělecké dílo v Paříži. Nachází se v ulici Rue Bernard-de-Clairvaux č. 8 ve 3. obvodu. Jeho autorem je francouzský umělec Jacques Monestier. Orloj byl zprovozněn v roce 1979.

## Historie
Obránce času byl sestrojen v roce 1975. Draka vyrobil Louis Desouches a výrobu ocelové konstrukce provedl Alain Moirod.2 Orloj byl instalován v září 1979 a zprovozněn 8. října za přítomnosti pařížského starosty Jacquese Chiraca.
V roce 1995 byly hodiny renovovány a jeho technické zařízení bylo modernizováno. Hodinový stroj nahradily rádiem řízené hodiny a místo magnetofonů byl instalován přehrávač CD.
Kvůli nedostatku finančních prostředků na údržbu je však orloj od 1. července 2003 mimo provoz.

## Popis
Obránce času je automat. Poblíž ciferníku se nachází muž na skále, který s mečem a štítem bojuje proti ptáku, draku a krabovi představující nebe, země a moře. Každou hodinu od 9.00 do 22.00 bojuje proti jednomu ze tří zvířat náhodně vybraným programem. Pouze ve 12.00, 18.00 a 22.00 útočí všechna tři zvířata současně. Hodina je ohlašována třemi ranami. Boj člověka se zvířetem je doprovázen zvuky lámajících se vln, dunění země nebo závanu větru v závislosti na vybrané zvíře.
Celá plastika je 4 m vysoká a váží asi jednu tunu. Osoba, zvířata a ciferník jsou z kované pozlacené mosazi, skála, na nichž se nacházejí, je vyrobena z oxidované mosazi. V původní verzi obsahovala quartzové hodiny a pět magnetofonů.